# William Morgan (educatore)
William G. Morgan (Lockport, 23 gennaio 1870 – Lockport, 27 dicembre 1942) è stato un docente e inventore statunitense.
A partire dal 1890 fu insegnante di educazione fisica presso un college della YMCA di Holyoke (Massachusetts), dove contribuì all'invenzione della pallavolo moderna e alla sua messa a punto.

## Biografia
Morgan nacque a Lockport nel 1870. Il padre gestiva un cantiere nautico per la costruzione di imbarcazioni per la navigazione fluviale, nel quale il giovane William lavorò prima di trasferirsi a Springfield (Massachusetts) per studiare. Al college fu un buon giocatore di football (era alto 1,90 m e dotato di buona tecnica), e una volta completati gli studi si trasferì a Holyoke per iniziare l'attività di insegnante.
Dopo diversi anni trascorsi a insegnare presso vari college della YMCA, nel 1910 Morgan tornò a Lockport, dove lavorò nel ramo commerciale per imprese come General Electric e Westinghouse.
Morì a Lockport il 27 dicembre 1942. Sulla sua lapide posta nel locale cimitero di Glenwood si può leggere: "MORGAN, William G., 1870-1942 Inventore della Pallavolo".
Sebbene gli venisse riconosciuta la paternità dell'invenzione, Morgan non visse abbastanza per vedere il suo sport raggiungere la grande popolarità di cui godette in seguito.
È indicato come primo membro della Volleyball Hall of Fame di Holyoke.

## L'invenzione della pallavolo
Morgan inventò la pallavolo nel 1895, quando era direttore della Ymca di Holyoke. Questo sport fu ideato come gioco da poter praticare in luoghi chiusi nella stagione invernale, e nacque dalla combinazione di elementi presi da altre discipline come pallamano, tennis e pallacanestro. Morgan scelse per il suo gioco il nome di mintonette, derivandolo dal badminton.
Negli USA questo nuovo gioco si diffuse con difficoltà, mentre trovò subito rapida diffusione nell'America Latina. In Europa, in particolare in Francia, la pallavolo si diffuse grazie ai soldati americani impegnati al fronte durante la prima guerra mondiale. Con la successiva diffusione anche nei paesi orientali, vennero organizzati i primi tornei ufficiali (in Italia il primo campionato risale al 1928). In seguito la mintonette cambiò il suo nome in volley e nel 1964 in occasione dei giochi olimpici di Tokyo fu inserita fra gli sport olimpici.